# ウルリケ・アウガ

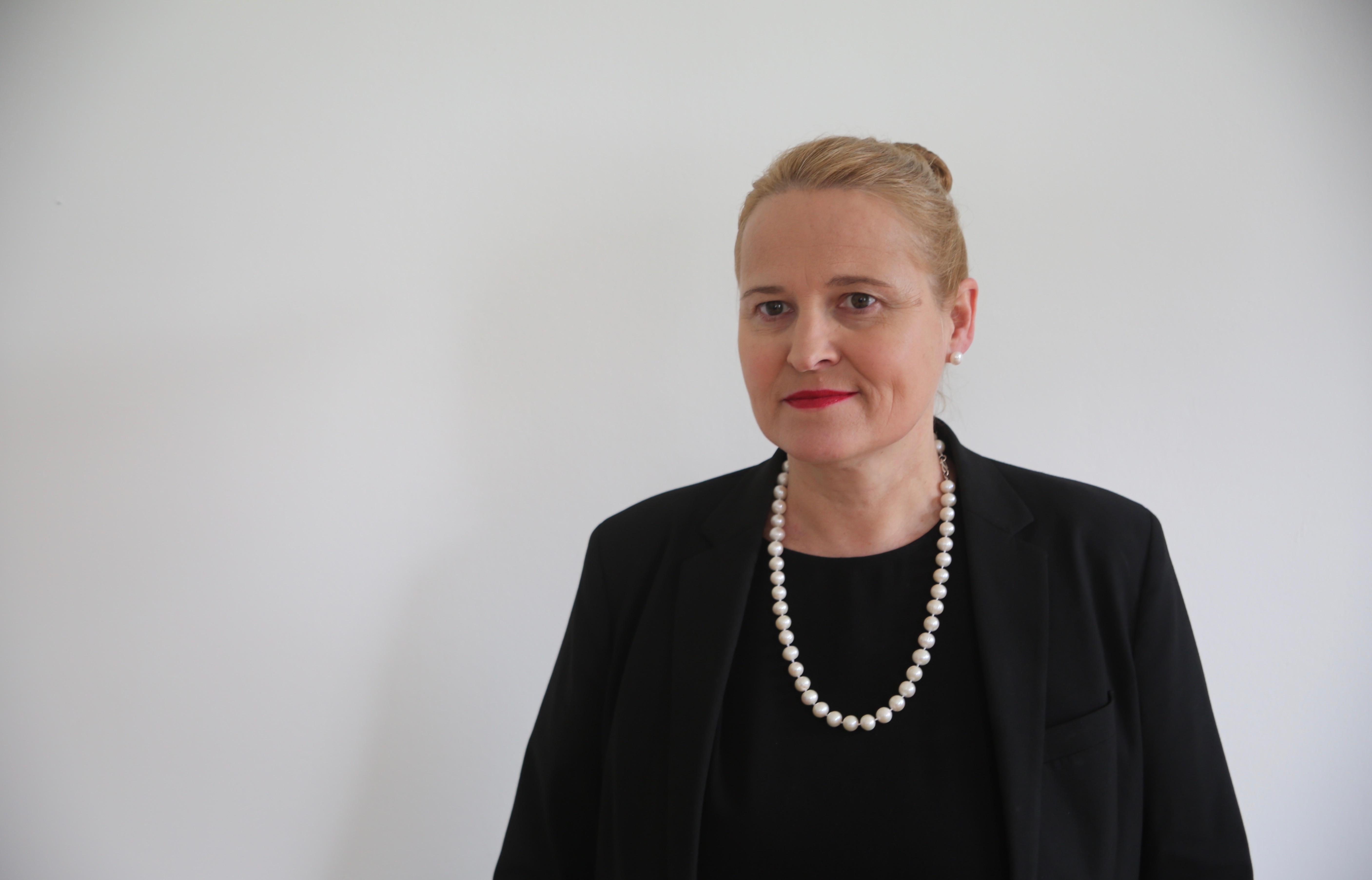
ウルリケ・アウガ（2020）

ウルリケ・E・アウガ（Ulrike E. Auga ：旧姓エルンスト、1964年11月24日 東ベルリン生まれ）は、ドイツの福音主義神学者、文化・宗教学者、およびジェンダー理論家であり、宗教学、異文化神学、および教会合同を含む枠組み内で福音主義神学とジェンダー研究の教授。
現在、カンタベリー・クライスト・チャーチ大学のIntersectional Centre for Inclusion and Social Justice（INCISE）で客員教授を務めている。

## 略歴
ウルリケ・E・アウガは、ベルリン、ケンブリッジ（英国）、およびジュネーヴで神学と哲学を学んだ後、以下のような数年間の国際的な研究滞在が続く：
1999年から2001年まで「南アフリカの政治的転換におけるジェンダー、人種、国家」プロジェクトに従事し、ヨハネスブルグ（南アフリカ）で滞在。
2001年から2002年まで「西アフリカにおけるジェンダー、文化、イスラム、および先住民宗教」に関する研究のためにバマコで滞在。
2002年から2004年まで「紛争におけるジェンダー」および「Jerusalem Berlin Forum. Divided Cities in Transition」に関する研究の一環として、エルサレムで滞在。
2005年にヒュンボルト大学ベルリンで文化学の学位を取得し、クリスティーナ・フォン・ブラウンとフローラ・ファイト＝ヴィルトの指導のもと、「Dissidenz und Legitimierung – Eine Kritik der Intellektuellen und der nationalen Kulturdiskurse im Kontext der Transition Südafrikas」（異議申し立てと正当化 - 南アフリカの転換の文脈での知識人と国家文化論の批判）で最高評価（summa cum laude）を受ける。 
2008年から2016年までベルリン・フンボルト大学のジェンダー研究および宗教学のジュニアプロフェッサーとして教鞭を取る。
2009年から2013年まで、DFG（ドイツ研究協議会）が主催する「Geschlecht als Wissenskategorie（知識のカテゴリとしてのジェンダー）」と呼ばれる大学院プログラムでの申請者として参加。
2012年から2015年まで、オランダ研究協議会の研究プロジェクト「Postkoloniale, Post-säkulare und Queere Erforschung von Geschlecht und Religion（ジェンダーと宗教のポストコロニアルでポストセキュラでキュアな探求）」のメンバーでした。2013年から2014年までの期間には、アウガはBonhoeffer-Stiftungspreisを受賞し、ゲストプロフェッサーとしてコロンビア大学で教鞭を取る。 
2015年から2016年まで、テンプルトン財団およびNASAからの研究助成を受け、CTI Princetonで「地球外生命体の社会的影響。 宇宙画像における性別、人種、宗教、視覚性
Soziale Implikationen außerirdischen Lebens. Geschlecht, Race, Religion und Visualität in Weltraumbildern」プロジェクトで研究を重ねる。
2016年から2017年にかけて、プリンストン大学のレジーナ・クンツェル Regina Kunzelと共に、フンボルトとプリンストンの戦略的パートナーシップ賞
（Humboldt-Princeton-Strategic-Partnership）を受賞し、「ヨーロッパとアメリカの政治的変遷におけるジェンダー、セクシュアリティ、人種、階級、宗教 Gender, Sexuality, Race, Class, and Religion in Political Transitions in Europe and the USA」プロジェクトに取り組む。同じ期間中、ベルリン・フンボルト大学のジェンダー、ダイバーシティ、および文化研究のゲストプロフェッサーに任命される。
2017年夏学期には、ウィーン大学から女性とジェンダーの研究において「ケーテ・ライヒター：女性とジェンダー研究の客員教授職賞 （Käthe-Leichter-Preis-Gastprofessur für Frauen und Geschlechterforschung）」が授与される。
2019年にゲストプロフェッサー （Mary-Douglas-Gastprofessorin）としてローザンヌ大学の宗教社会科学研究所（Institut de sciences sociales des religions）で研究に参加。
2017年以降、アウガはベルリン・フンボルト大学のヨーロッパ民族学研究所（Institut für Europäische Ethnologie）でレジーナ・レムヒルドおよびアルジュン・アパドゥライの指導の下、 "その他のヨーロッパ/ヨーロッパのその他  Other Europes/Europe’s Others"と呼ばれる研究ネットワークのメンバーとして活動している。この研究アプローチは、批判的な移民研究に基づいており、移民の領域での「その他 Otherness」の現行の論議を変革するために、欧州プロジェクトを代替的で解放的で連帯的なモビリゼーションの実践によって再構築することを目指している。アウガは、ドイツのジェンダー研究の専門学会である「ドイツ・ジェンダー研究専門家協会 Deutschen Fachgesellschaft Geschlechterstudien」の創設メンバーであり、国際的な研究機関連合である「国際先端ジェンダー研究機関研究協会 International Research Association of Institutions of Advanced Gender Studies (RINGS)」のメンバーである。
また2012年には セルマ・シュテルンユダヤ研究センター・ベルリン・ブランデンブルク （Selma-Stern Zentrum für Jüdische Studien Berlin-Brandenburg）の設立に貢献。さらに、国際宗教とジェンダー研究協会 International Association for the Study of Religion and Gender (IARG)の共同設立者であり、会長を務めている。 
2018年11月、アウガは女性の権利とジェンダー平等委員会の招待で、ブリュッセルの欧州議会の公聴会に専門家として参加し、60を超える国際的なジェンダー研究機関の団体である国際先進ジェンダー研究機関協会（RINGS）の会員として、アウガとアネット・フォン・アレマン（パーダーボルン大学）は、ヨーロッパでの LGBTIQの生活についてにの科学研究やジェンダー研究に対する政治的権利による攻撃について報告した。

## 研究の焦点
アウガはフェミニストの認識論と批評に重点を置き、ジェンダーとクィア理論をポストコロニアルおよびポスト世俗的なアプローチと組み合わせる数少ないドイツ語圏の作家の一人。 ジェンダーと宗教を「本質を軽視し交差する知識のカテゴリー」として確立。
アウガの現在の研究分野は以下の通りである。
- ジェンダーと宗教の生政治学
- 知識の順序と象徴的なジェンダーの順序。 ポストコロニアル、ポスト世俗、クィア、活動家の理論のさらなる発展
- ビジュアルアーカイブにおけるジェンダー、パフォーマンス性、主体性
- ジェンダー、人生、そしてテクノロジーサイエンス

アウガは、構築および規制モデルに関する研究活動において、さまざまな宗教共同体 (ユダヤ教、キリスト教、イスラム教) の比較において、ジェンダー、集団体、生活に関するさまざまな宗教的および世俗的な知識を活用し、宗教と「認識論的」関係について疑問を投げかけている。またアウガの研究と科学的研究には、HIV/AIDS に関する言説だけでなく、人権としての健康と性的権利に関する言説も含まれている。